# Abelardo Olivier
Abelardo Olivier (Portogruaro, Venècia, 9 de novembre de 1877 – Milà, 24 de gener de 1951) va ser un tirador d'esgrima italià, que va competir durant el primer quart del segle xx.
El 1908 va prendre part en els Jocs Olímpics de Londres, on guanyà la medalla de plata en la competició de sabre per equips del programa d'esgrima, formant equip amb Alessandro Pirzio Biroli, Riccardo Nowak, Marcello Bertinetti i Sante Ceccherini. En la competició d'espasa individual fou quart.
Hagué d'esperar dotze anys per tornar a disputar un Jocs Olímpics, en aquesta ocasió a Anvers el 1920. En ells disputà quatre proves del programa d'esgrima, tot guanyant la medalla d'or en les proves d'espasa i floret per equips. En la competició d'espasa individual fou sisè i en el floret individual novè.